# Décès en 1182
Décès
- 1178
- 1179
- 1180
- 1181
- 1182
- 1183
- 1184
- 1185
- 1186

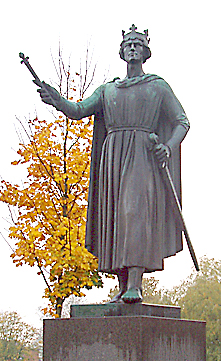
Valdemar Ier de Danemark, mort en 1182.

Cette page dresse une liste de personnalités mortes au cours de l'année 1182 :
- 4 janvier : Frédéric Ier de Brehna, comte de Brehna.
- 10 janvier : Fujiwara no Kiyoko, impératrice du Japon.
- 13 janvier : Agnès d'Autriche, seconde épouse du roi Étienne III de Hongrie.
- 19 avril : Bernard le Pénitent, moine bénédictin et grand voyageur.
- 12 mai : Valdemar Ier de Danemark[1].
- 25 juillet : Marie de Boulogne, comtesse de Boulogne.
- août : Rainier, cardinal français.
- 17 novembre : Valdemar Ier de Danemark, roi de Danemark.
- 7 décembre : Ugo Etherianus, cardinal et théologien.

- Ahmed ar-Rifa'i, fondateur de l'ordre soufi Rifa'iyya.
- Amaury V de Montfort-Évreux, comte d'Évreux.
- Robert de Bassonville, puissant baron italo-normand du royaume de Sicile, comte de Conversano et comte de Loritello.
- Fujiwara no Atsuyori, poète et courtisan japonais.
- Giovanni Conti, cardinal italien.
- Guillaume VIII comte d'Auvergne, comte d'Auvergne.
- Henri Ier de Gueldre, comte de Gueldre.
- Jean Ier de Vendôme, comte de Vendôme.
- Marie d'Antioche, princesse d'Antioche, impératrice d'Orient.
- Marie Comnène, fille aînée de l'empereur Manuel Ier Comnène, connue sous le nom de Porphyrogénète.
- Michel III, patriarche de Kiev et de toute la Rus'.
- Milo de Cogan, aventurier anglo-normand.
- Richard, évêque d'Avranches.
- Waltheof, comte de Lothian ou "Dunbar" et seigneur de Beanley (en).

date incertaine (vers 1182)
- Zhao Boju, peintre chinois.

## Crédit d'auteurs
- Cet article est partiellement ou en totalité issu de l'article intitulé « 1182 » (voir la liste des auteurs).